# 風凛華斬
劇団・風凛華斬（ふうりんかざん）は東京を拠点に活動する劇団である。主宰はSIN。
2004年に『夜空の車窓から』にて旗揚げ。本作は、2016年に『車窓の外は星の海』と改題され再演。
また、演劇ユニット「風真（ふうま）」、殺陣集団「雷華（らいか）」についてもここで触れる。

## エピソード
- 『風凛華斬』の由来は、「風凛華斬～風のように凛とした、華となって斬り進む～」という考えから[1]。
- 作風は、「騒いで、笑わせて、最後にホロリと泣かせる。」をコンセプトに、アクションを交えた冒険もの、会話で進行する一幕もの、うるっとできるファンタジーまで、様々。ライトノベル風な作品が多い。
- すべての作品の世界観が繋がっており、ある作品で登場した主要人物が別の作品で端役として登場する場合がある。
- 風凛華斬では、主宰のことを局長、副主宰のことを副長と呼ぶ。これは、新撰組の呼び名に倣っている。
- 「風真」とは、演劇ワークショップおよびユニット公演の名称である。風凛華斬の本公演では出来ないことや、フリーの役者や初心者などと共に、肩書きや経験に関係なく芝居をうつためのユニットとして活動することを目的としたユニットである[2]。風真プロジェクトの公演は、本公演とは別のナンバリングがなされ、風凛華斬SINプロデュース風真という接頭辞がつく。また、本公演と異なり活劇がメインとなる。
- 「雷華」は、風凛華斬の殺陣チームの名称である。最大の特徴は「狭い空間でも出来る殺陣」を目指していること。これは小劇場のような、狭く、低い天井の場所でも見栄えの良い殺陣をするためである[3]。
- 風凛華斬では、2015年度からセカンドシーズンと位置づけ、SINプロデュース風真Vol.7『Obtain～over the horizon～』より、それまでやらなかったダンスや、本編中でのストーリーマイム[4]、アンサンブルの導入などの表現を取り入れ、それ以前より広がりのある世界観を目指した公演を行っている。

## 劇団員
- SIN（局長、脚本、演出、俳優）
  - 埼玉県出身
  - 最古参メンバ
- 末次由布子（副長、女優、制作）
  - 10月7日生まれ
  - 福岡県出身
  - 第9期劇団員
  - 愛称：すえさん、すえちゃん
- ROBIN（総長、衣装監修）
  - 奈良県出身
  - 第9期劇団員
- 吉田紳（俳優）
  - 第10期劇団員
  - 愛称：ダシン、シーモン
- まちだまちこ（女優）
  - 7月8日生まれ
  - 群馬県出身
  - 第11期劇団員
- 大西青樹（俳優）
  - 5月24日生まれ
  - 大阪府出身
  - 第12期劇団員
  - 愛称：ライオネル

- 伊藤広大（俳優）：第9期劇団員、休団中

## 劇団公演
- 2004年
  - 旗揚げ公演「夜空の車窓から」（6月：中野あくとれ）
  - 無料ライブ「秋祭」（11月）
- 2005年
  - 風凛華斬 第2回本公演『鋼の映る夢』（3月：アルテパティオ）
  - 風凛華斬 第3回本公演『海のわだつみ、星影の詩』（9月：大塚ジェルスホール）
- 2006年
  - 風凛華斬 SINプロデュース風真vol.1『Unlimited Gate』（9月：中野ウェストエンドスタジオ）
- 2007年
  - 風凛華斬 第4回本公演『flying stage!』（2月：てあとるらぽう）
  - 風凛華斬 SINプロデュース風真vol.2『Breve it out!』（8月：中野ウェストエンドスタジオ）
  - 風凛華斬 第5回本公演『鋼に咲く花』（12月：江古田ストアハウス）
- 2008年
  - 風凛華斬 第6回本公演『鏡の中の異邦人～かがみのなかのえとらんぜ～』（5月：シアター風姿花伝）
  - 風凛華斬 第7回本公演『かなたのきみへ』（11月：シアター風姿花伝）
- 2009年
  - 風凛華斬 SINプロデュース風真vol.3『Wing Breeze』（5月：中野ウェストエンドスタジオ）
  - 風凛華斬 第8回本公演『海のわだつみ、星影の詩』（再演）（10月：シアター風姿花伝）
- 2010年
  - 風凛華斬 第9回本公演『Rebirth/Reverse』（3月：pit北/区域）
  - 風凛華斬 SINプロデュース風真vol.4『Hold! ～the ambitious～』（8月：劇場HOPE）
  - 風凛華斬 第10回本公演『桜チル華ハサク～桜華～』（12月：てあとるらぽう）
- 2011年
  - 風凛華斬 第11回本公演『flying stage!』（再演）（6月：シアター風姿花伝）
  - 風凛華斬 SINプロデュース風真vol.5『Departure～不可思議戦隊Ooparts final justice～』（11月：シアター風姿花伝）
- 2012年
  - 風凛華斬 第12回本公演『仰げば尊しっ！～校長に誓ってガチです！～』（4月：シアター風姿花伝）
- 2013年
  - 風凛華斬 第13回本公演＆雷華ライブvol.1『夢の水底、泡沫の檻』＆『夢幻廻廊』（6月14日〜16日：参宮橋トランスミッション）
- 2014年
  - 風凛華斬 SINプロデュースVol.6『Unlimited Gate』（再演）（6月5日〜8日：シアター風姿花伝）
  - 風凛華斬 第14回本公演『revive』（10月3日〜5日：阿佐ヶ谷シアターシャイン）
- 2015年
  - 風凛華斬 番外公演 プロジェクト黒千華 『ささがにの唄』（2月20日～22日：シアター風姿花伝）
  - 風凛華斬 SINプロデュース風真Vol.7『Obtain～over the horizon～』[5]（10月22日〜25日：シアター風姿花伝）
- 2016年
  - 風凛華斬 第15回本公演『車窓の外は星の海』（改題・再演）（4月8日〜10日：阿佐ヶ谷シアターシャイン）
  - 萬劇場ショートストーリーコレクションVol.5「夏の短編集」参加作品『HOLD！～the untouchable～』[6]（7月22日〜24日：萬劇場）
  - 風凛華斬 SINプロデュース風真Vol.8『HOLD！～the ambitious～』（再演）[7]（9月29日〜10月2日：シアター風姿花伝）
- 2017年
  - 風凛華斬 第16回本公演『Rebirth/Reverse』（再演）（2月9日〜12日：阿佐ヶ谷シアターシャイン）
  - 風凛華斬 Bar Fiore vol.1（7月15日〜17日：エビスSTARバー）
  - 風凛華斬 SINプロデュース風真Vol.9『Guardian of the Dream!～魔法少女ホワイトシーベル～』（12月1日〜3日：萬劇場）
- 2018年
  - 風凛華斬 第17回本公演『flying stage』（再々演）（10月19日～21日：アトリエファンファーレ高円寺）
- 2019年
  - 風凛華斬 第18回公演『Live Together！～同棲はじめました～』（4月19日～21日（予定）：Cafe&Bar 木星劇場）

## 殺陣公演
- 2013年
  - 西東京市民まつり（11月）
- 2014年
  - 西東京市民まつり（11月）
- 2015年
  - お台場刀剣座談会（8月9日）
  - 西東京市民まつり（11月14日〜15日）
- 2016年
  - 柳沢公民館「柳（やぎ）フェス2016」（1月17日）
  - 西東京市民まつり（11月12日）
- 2017年
  - 「夢を紡ぐ創作の集い」（4月23日）
- 2018年
  - 魔術・魔法・ファンタジー総合イベント「魔女っ子サバスvol.16〜精霊を囲う夕べ〜」（2月11日）
  - 「夢を紡ぐ創作の集い」（4月１日）

## その他出演
- 2017年
  - 末次、ROBIN：FRESH! CONECTチャンネルの番組『主演は私だ！３匹の役者』[8]（7月7日）